# Château de la Petite-Heuze
Le château de la Petite-Heuze est une demeure du XVIIe siècle qui se dresse sur le territoire de la commune française des Grandes-Ventes, dans le département de la Seine-Maritime, en région Normandie.
Le château, propriété privée, est totalement protégé au titre des monuments historiques.

## Localisation
Le château est situé, à proximité de la route de Paris, à l'écart de la commune des Grandes-Ventes, dans le département français de la Seine-Maritime.

## Étymologie
Son nom de « petite-Heuze » lui vient d'un Robert de La Heuze, prévôt de Paris.

## Historique
Le château a été édifié par la famille Le Cordier du Troncq vers 1620, et remanié au XVIIIe siècle par une branche cadette des marquis de La Londe.

## Description
Le château d'allure classique est construit en briques et pierres. Il présente un soubassement appareillé en damier de silex et de grès qui correspondent à des caves voûtées du XVIe siècle. Les façades sont décorées de croisillons vernissés, sous une frise et une ligne de console supportant un grand toit profilé en accolade.

## Protection
Au titre des monuments historiques :
- le château en totalité, avec son enclos, les sols et aménagements des parcelles, l'allée nord, l'ensemble des murs, grilles et portails, les communs nord et sud sont inscrits par arrêté du 29 octobre 2012;
- le logis du château de la Petite-Heuze, en totalité, situé 155, rue de la Petite Heuze, est classé par arrêté du 9 octobre 2018.